# Loulou Lamotte
Stephanie Louise Caroline Lamotte, tidigare Nodin, känd som Loulou LaMotte, född 16 april 1981 i Slottsstadens församling, Malmöhus län, är en svensk sångare och låtskrivare.

## Karriär
Lamotte har under sin karriär haft flera egna grupper, givit ut egen musik, till exempel Ur askan föds en legend, men även arbetat med andra artister såsom Jens Lekman, Ken Ring, Martin Almgren, Christina Lindberg och Pauline Kamusewu. 
Under 2008 deltog Loulou Lamotte i TV4:s talangserie Idol 2008, där hon slutade på en 9:e plats. På "Det bästa från Idol 2008"-skivan spelade hon in låten "Love Me Still". 
Hon är en av medlemmarna i gruppen The Mamas som startades sommaren 2019 efter att medlemmarna hade träffats genom John Lundvik. 

### TV-medverkan
Under våren 2009 medverkade Loulou Lamotte i programmet Wipeout på Kanal 5. Sommaren 2017 medverkade hon i Biggest Loser VIP där hon kom på en andra plats efter Anna Book.

### Melodifestivalen
Den 23 februari 2013 deltog Lamotte och Oscar Zia tillsammans med Behrang Miri i Melodifestivalen 2013 med bidraget "Jalla Dansa Sawa" i den fjärde deltävlingen i Malmö Arena i Malmö. Därifrån kom de till Andra chansen i Löfbergs Lila Arena i Karlstad den 2 mars samma år. De blev dock utslagna i duellen mot Anton Ewald och hans bidrag "Begging". År 2019 var hon körsångare bakom John Lundvik tillsammans med bland andra Ash Haynes och Dinah Yonas Manna från The Mamas.  Bidraget "Too Late for Love" vann tävlingen och representerade Sverige i Eurovision Song Contest 2019. Gruppen återvände till Melodifestivalen 2020 och tävlade då på egen hand med bidraget "Move". De vann finalen den 7 mars med 137 poäng, men fick inte tävla i Eurovision då denna blev inställd på grund av coronaviruspandemin. I Melodifestivalen 2021 tävlade gruppen återigen, den här gången med bidraget "In the Middle". De deltog i fjärde deltävlingen och tog sig vidare till finalen, där de slutade på en tredje plats. Lamotte deltog sedan som soloartist i Melodifestivalen 2023 med bidraget "Inga sorger", skrivet av henne själv, tillsammans med Jonas Thander. Bidraget tävlade i den första deltävlingen i Göteborg den 4 februari, och slutade där på en sjätteplats.

## TV
- 2008 – Idol 2008
- 2009 – Wipeout
- 2013 – Melodifestivalen
- 2017 – Biggest Loser VIP
- 2019 – Melodifestivalen
- 2020 – Melodifestivalen
- 2021 – Melodifestivalen
- 2023 – Melodifestivalen